# Николя, Жан-Пьер
Жан-Пьер Николя́ (фр. Jean-Pierre Nicolas; род. 22 января 1945, Марсель) — французский автогонщик, участник чемпионата мира по ралли, серебряный призёр Кубка ФИА среди ралли-пилотов 1978 года. Чемпион Франции по ралли 1971 года.
Первый, кто смог трижды победить в Ралли Марокко. Он также был менеджером Peugeot в чемпионате мира по ралли, и директора по организации Intercontinental Rally Challenge.
Отец четверых детей.

## Биография
Отец Николя, Жорж, и сам был раллийным гонщиком и участвовал в таких известных соревнованиях как Ралли Монте-Карло, Ралли Сафари, Льеж-София-Льеж и других. Сам Жан-Пьер начал свою карьеру в автоспорте в 1968 году в команде Alpine.
В 1973 году Николя со своими напарниками по команде Жан-Клодом Андрюэ, Жан-Люком Терье и Бернаром Дарнишем помог команде Alpine выиграть первый в истории чемпионат мира по ралли. Англоязычная пресса дала французским гонщикам прозвище "Мушкетёры" (Mousketeers).
Кроме трёх побед на Ралли Марокко, они наряду с Ханну Микколой единственные раллисты, которые побеждали на всех трёх африканских этапах в расписании чемпионата мира - Марокко (1976), Сафари (1978) и Кот-д'Ивуар (1978). В 1978 он неожиданно победил в Монте-Карло, выступая на арендованном Porsche 911 и обойдя такие заводские команды как  Fiat, Lancia, Opel и Renault.
Завершил карьеру пилота в 1984, выступая за команду Peugeot, которой тогда руководил бывший раллийный штурман Жан Тодт. После этого перешёл на административную работу в этой же команде. Внёс вклад в высокие результаты марки с 1999 по 2006 годы. В 2007 году присоединился к компании Eurosport Events и участвовал в организации серии Intercontinental Rally Challenge.

## Победы

### Крупные международные ралли

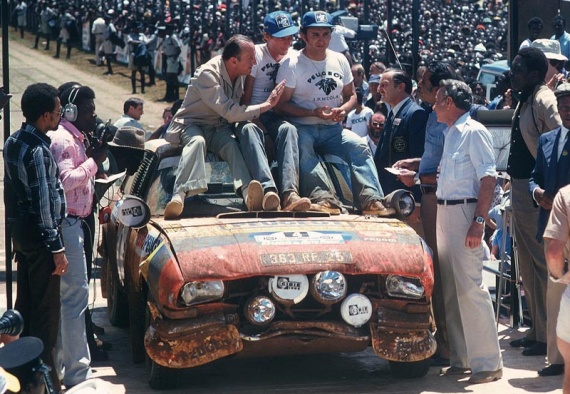
После победы на Ралли Сафари 1978

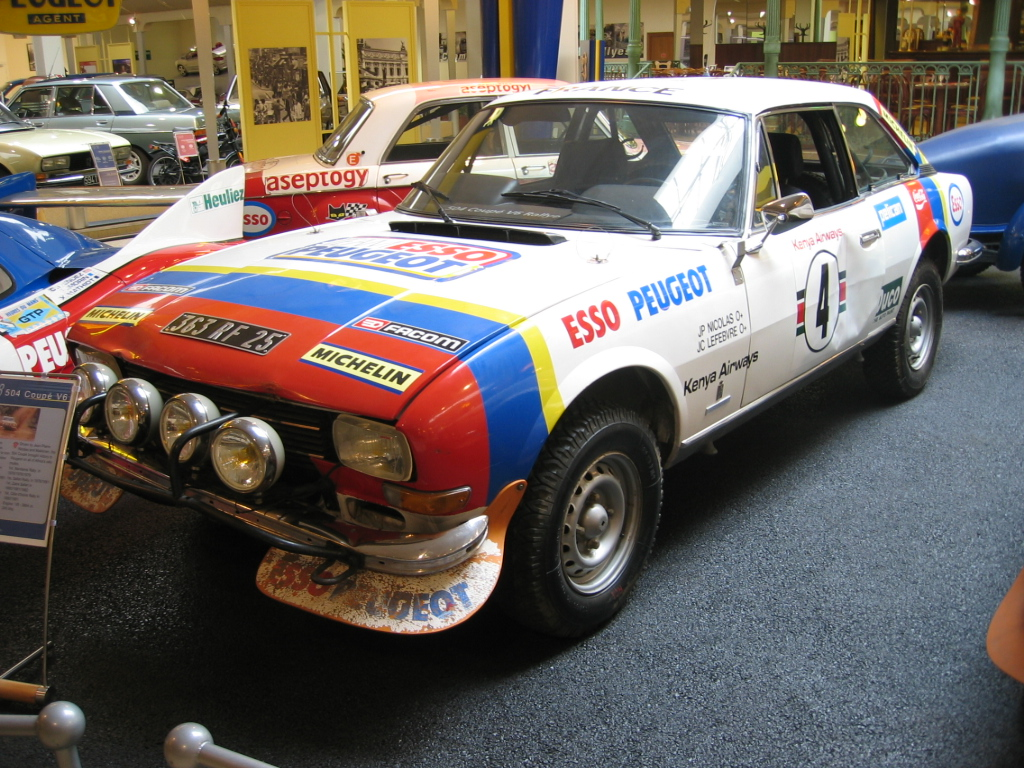
Peugeot 504, на котором Николя выиграл Ралли Сафари 1978

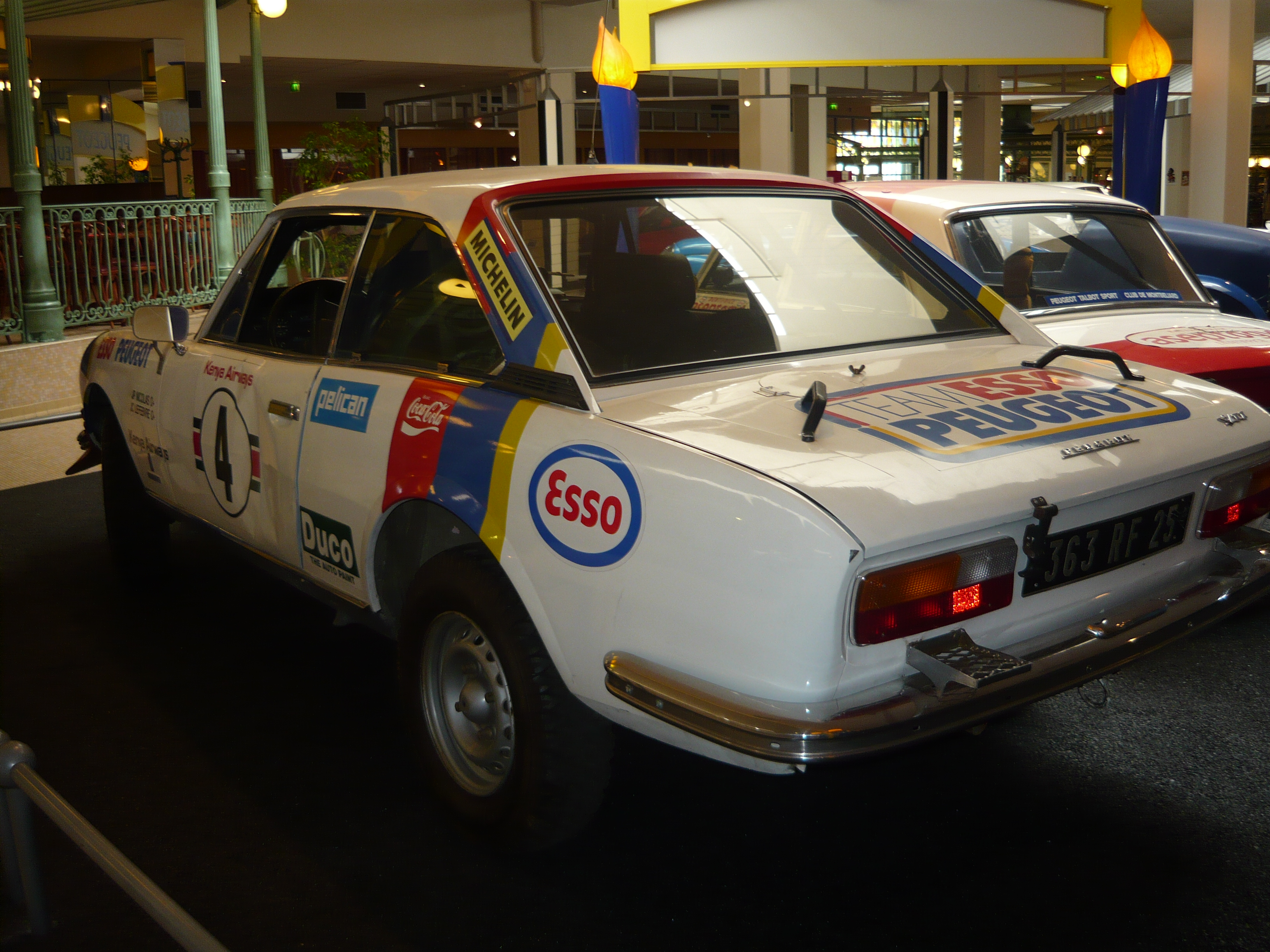
Peugeot 504

| # | Этап          | Сезон | Штурман            | Автомобиль        |
| - | ------------- | ----- | ------------------ | ----------------- |
| 1 | Ралли Марокко | 1968  | Жан Де Александрис | Renault 8 Gordini |
| 2 | Ралли Марокко | 1974  | Кристиан Дельферье | Alpine A110       |

### Этапы чемпионата Европы по ралли
| #  | Этап                | Сезон | Штурман       | Автомобиль  |
| -- | ------------------- | ----- | ------------- | ----------- |
| 1  | Ралли Испании       | 1970  | Дэвид Стоун   | Alpine A110 |
| 2  | Ралли Лион-Штутгарт | 1971  | Мишель Виаль  | Alpine A110 |
| 3  | Ралли Женевы        | 1971  | Жан Тодт      | Alpine A110 |
| 4  | Ралли Португалии    | 1971  | Жан Тодт      | Alpine A110 |
| 5  | Ралли Испании       | 1971  | Жан Тодт      | Alpine A110 |
| 6  | Ралли Файрстоун     | 1972  | Жан Тодт      | Alpine A110 |
| 7  | Ралли Олимпия       | 1972  | Жан Тодт      | Alpine A110 |
| 8  | Ралли Антиб         | 1974  | Ален Маэ      | Alpine A110 |
| 9  | Ралли Альп          | 1975  | Венсан Лаверн | Alpine A110 |
| 10 | Ралли Антиб         | 1975  | Венсан Лаверн | Alpine A110 |

### Этапы чемпионата мира по ралли
| # | Этап               | Сезон | Штурман         | Автомобиль  |
| - | ------------------ | ----- | --------------- | ----------- |
| 1 | Ралли Корсики      | 1973  | Мишель Флакон   | Alpine A110 |
| 2 | Ралли Марокко      | 1976  | Мишель Гамэ     | Peugeot 504 |
| 3 | Ралли Монте-Карло  | 1978  | Венсан Лаверн   | Porsche 911 |
| 4 | Ралли Сафари       | 1978  | Жан-Клод Лефевр | Peugeot 504 |
| 5 | Ралли Кот-д’Ивуара | 1978  | Мишель Гамэ     | Peugeot 504 |

## Результаты

### Чемпионат мира по ралли
| Год  | Автомобиль               | 1        | 2        | 3     | 4        | 5        | 6        | 7   | 8        | 9        | 10       | 11       | 12       | 13    | Место | Очки |
| ---- | ------------------------ | -------- | -------- | ----- | -------- | -------- | -------- | --- | -------- | -------- | -------- | -------- | -------- | ----- | ----- | ---- |
| 1973 | Разные                   | МОН 3    | ШВЕ 14   | ПОР 2 |          | МАР 5    | ГРЕ 3    |     |          | АВС 5    | ИТА 3    |          | ВЕЛ 5    | ФРА 1 | -     | -    |
| 1974 | Разные                   |          | КЕН Сход |       |          |          | США 3    |     | ФРА 2    |          |          |          |          |       | -     | -    |
| 1975 | Alpine-Renault A110 1800 | МОН Сход |          |       |          |          |          |     | ИТА Сход | ФРА 2    |          |          |          |       | -     | -    |
| 1976 | Разные                   | МОН Сход |          |       | КЕН 9    |          | МАР 1    |     | ИТА Сход | ФРА Сход |          |          |          |       | -     | -    |
| 1977 | Разные                   | МОН Сход |          |       | КЕН Сход |          |          |     |          |          | ФРА Сход | ВЕЛ Сход |          |       | -     | -    |
| 1978 | Разные                   | МОН 1    |          | КЕН 1 | ПОР 3    | ГРЕ Сход |          |     |          | КОТ 1    | ФРА 7    | ВЕЛ 11   |          |       | -     | -    |
| 1979 | Разные                   | МОН 6    |          |       |          |          |          |     |          | ИТА Сход | ФРА Сход |          | КОТ Сход |       | 34    | 6    |
| 1980 | Opel Ascona 400          |          |          |       | КЕН 5    |          |          |     |          |          |          |          |          |       | 33    | 8    |
| 1984 | Peugeot 205 Turbo 16     |          |          |       |          | ФРА 4    | ГРЕ Сход | НЗЛ |          |          | ИТА 5    |          |          |       | 14    | 18   |

### Кубок FIA для ралли-пилотов
| Год  | Автомобиль | 1     | 2   | 3   | 4     | 5     | 6        | 7   | 8   | 9   | 10  | 11  | 12       | 13  | 14  | 15  | 16  | 17    | 18    | 19     | Место | Очки |
| ---- | ---------- | ----- | --- | --- | ----- | ----- | -------- | --- | --- | --- | --- | --- | -------- | --- | --- | --- | --- | ----- | ----- | ------ | ----- | ---- |
| 1978 | Разные     | МОН 1 | АРК | ШВЕ | КЕН 1 | ПОР 3 | ГРЕ Сход | ШОТ | ПОЛ | ФИН | НЗЛ | КАН | ТДФ Сход | С-Р | ИТА | АВС | ИСП | КОТ 1 | ФРА 7 | ВЕЛ 11 | 2     | 31   |

### Результаты в международном чемпионате для производителей (IMC)
| Год  | Автомобиль               | 1        | 2        | 3        | 4        | 5        | 6     | 7        |
| ---- | ------------------------ | -------- | -------- | -------- | -------- | -------- | ----- | -------- |
| 1970 | Alpine-Renault A110 1600 | МОН 3    | ШВЕ Сход | ИТА Сход |          |          | ГРЕ 6 | ВЕЛ Сход |
| 1971 | Alpine-Renault A110 1600 | МОН Сход |          | ИТА 6    |          | МАР Сход |       | ГРЕ 2    |
| 1972 | Alpine-Renault A110 1800 | МОН 33   |          |          | МАР Сход |          |       |          |

### 24 часа Ле-Мана

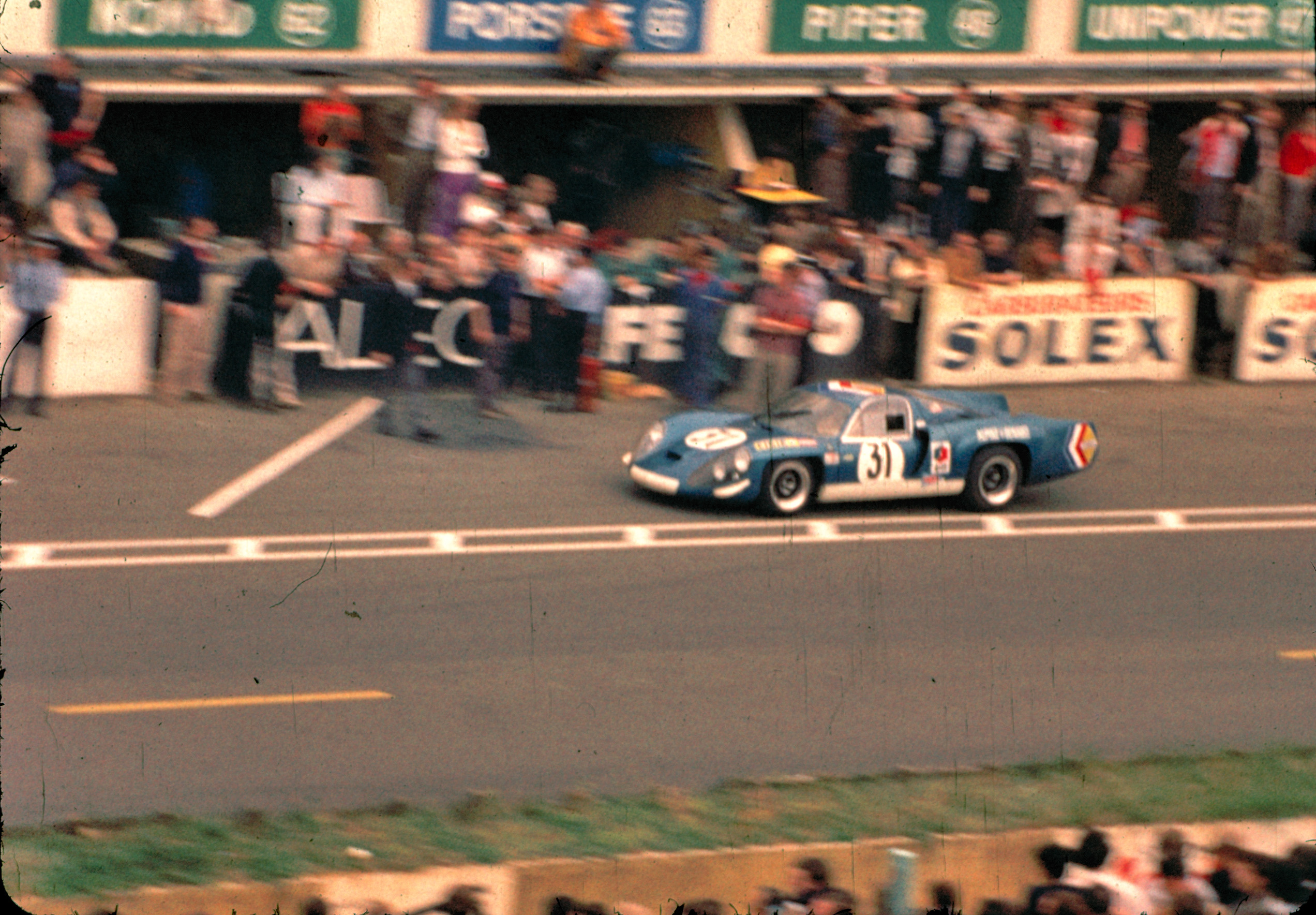
24 Ле-Мана 1969 года

| Год  | Команда                    | Автомобиль  | Напарник        | Место | Причина         |
| ---- | -------------------------- | ----------- | --------------- | ----- | --------------- |
| 1968 | Société Automobiles Alpine | Alpine A210 | Жан-Клод Андрюэ | 12    |                 |
| 1969 | Société Automobiles Alpine | Alpine A210 | Жан-Люк Терье   | Сход  | Отказ двигателя |

## Победы в WRC в качестве менеджераPeugeot
- 2000 — Зачёт производителей (Peugeot 206) и личный зачёт (Маркус Гронхольм).
- 2001 — Зачёт производителей (Peugeot 206).
- 2002 — Зачёт производителей (Peugeot 206) и личный зачёт (Маркус Гронхольм).